# Cissus brevipes
Cissus brevipes là một loài thực vật hai lá mầm trong họ Nho. Loài này được C.V.Morton & Standl. miêu tả khoa học đầu tiên năm 1937.